# Aruba i olympiska sommarspelen 2004
Aruba i olympiska sommarspelen 2004 bestod av idrottare som blivit uttagna av Arubas olympiska kommitté.

## Friidrott
Herrar
| Löpare          | Gren  | Omgång 1 | Omgång 1  | Omgång 2         | Omgång 2         | Semifinal        | Semifinal        | Final            | Final            |
| Löpare          | Gren  | Resultat | Placering | Resultat         | Placering        | Resultat         | Placering        | Resultat         | Placering        |
| --------------- | ----- | -------- | --------- | ---------------- | ---------------- | ---------------- | ---------------- | ---------------- | ---------------- |
| Pierre de Windt | 100 m | 11,02    | 6         | Gick inte vidare | Gick inte vidare | Gick inte vidare | Gick inte vidare | Gick inte vidare | Gick inte vidare |